# Perham, Maine
Perham är en kommun (town) i Aroostook County i Maine. Vid 2020 års folkräkning hade Perham 371 invånare.
Kommunen grundades officiellt år 1897 och den är uppkallad efter politikern Sidney Perham.

## Kända personer från Perham
- Clifford McIntire, politiker